# Austria Mare

Statul proiectat al Austriei Mari (Germania și Austria, aici, în verde) ar fi urmat să aibă aproximativ 70 de milioane de locuitori

În perioada 1849-1851 Austria a sugerat în mod repetat că toate teritoriile austriece ar trebui să adere la o confederație germană. Vastele teritorii stăpânite de austrieci în Europa Centrală și de Est (precum Ungaria și nordul Italiei) nu aparținuseră anterior Confederației Germane. Planul a fost numit Austria Mare, Imperiul de șaptezeci de milioane de cetățeni sau, în funcție de autor, Planul Schwarzenberg sau Planul Schwarzenberg-Bruck.
O inițiativă importantă în această direcție a fost planul conducătorului guvernului austriac Felix zu Schwarzenberg din 9 martie 1849. Aderarea Ungariei și a nordului Italiei ar fi întărit foarte mult supremația austriacă în noul stat federal german. Într-un mod similar, ideile ministrului comerțului, Karl Ludwig von Bruck, din octombrie 1849 prevedeau realizarea unei uniuni vamale cu ambiție de putere mondială.
Planurile elaborate în anii 1849 și 1850 trebuie înțelese parțial ca o ofertă reală și parțial ca propagandă în dezbaterea politică cu privire la formarea unui stat german unitar. Austria a respins Imperiul German, care era sprijinit de Adunarea Națională de la Frankfurt, pentru că era prea liberal și pentru că nu permitea aderarea tuturor regiunilor stăpânite de Austria. Ea s-a manifestat împotriva încercării prusace din 1849/1850 de a forma un stat federal mai conservator (Uniunea de la Erfurt). Această uniune trebuia să înglobeze majoritatea statelor germane neaustriece sau cel puțin cât mai multe dintre aceste state.
Nici Prusia și nici Austria nu au reușit să-și pună planurile în aplicare: statele centrale precum Bavaria și Hanovra se temeau de formarea unui stat federal fără Austria, în care Prusia ar fi fost statul dominant, dar se temeau, de asemenea, de o confederației a Austriei Mari, care ar fi fost dominată de Austria. Așa a fost în vara anului 1851 a fost restabilită vechea Confederație germană.

## Situația inițială

Locuitorii Confederației Germane în 1848, în funcție de statele individuale. Un stat federal german pe această bază ar fi respectat, în esență, așa-numita soluție mare-germană.

Începând din 1815 statele germane erau unite într-o confederație de state denumită Confederația Germană. Misiunea sa era, mai presus de toate, organizarea unei apărări comune în situația unor atacuri din exterior. În plus, forțele conservatoare s-au folosit de acest stat federal pentru a combate formarea unui stat federal german liberal (cu parlament și guvern). Printre particularitățile Confederației Germane era faptul că nu includea întregul teritoriu al marilor puteri Austria și Prusia. Teritoriul prusac situat în afara teritoriului federal, fostele provincii Prusia (ulterior Prusia de Est și Prusia de Vest) și Posen, avea o mică importanță. Acolo locuia o populație relativ mică, care vorbea în majoritate limba germană. Acesta este motivul pentru care aceste provincii au aparținut confederației în perioada 1848-1851.

Distribuția locuitorilor din statele membre ale „Austriei Mari”, adică a unei confederații germane din care să facă parte și Austria. Mai mult de jumătate din locuitorii acestei confederații ar fi provenit din Austria.

Situația era diferită în teritoriile austriece din afara confederației. Austria „negermană”, care nu făcea parte din confederație, depășea cu mult Austria „germană”: în teritoriul confederal al Austriei trăiau 12 milioane de oameni, inclusiv mulți cehi, dar aproximativ 26 de milioane se aflau în afara confederației. Aceste regiuni neaustriece se aflau în principal în nordul Italiei (Lombardo-Veneto) și în Regatul Ungariei (care nu coincidea cu actualul stat etnic maghiar Ungaria). Importanța Austriei în Germania și ca mare putere europeană se baza pe mărimea totală a acestui teritoriu. În statul imperial austriac germanii erau conducătorii, dar ei se aflau numeric în minoritate.
Adunarea Națională de la Frankfurt din 1848/1849, un parlament ales în mod democratic de locuitorii teritoriului confederal, voia să transforme Germania într-un stat federal, s-a întrunit în Biserica Sfântul Paul din Frankfurt. Acolo au fost o serie de discuții. Inițial aproape toți deputații voiau ca teritoriul noului imperiu să fie format din teritoriul federal existent (soluția mare-germană, care să conțină teritoriul federal austriac ca până atunci).
Cu toate acestea, Adunarea Națională a solicitat, în cele din urmă, printr-o hotărâre din 27 octombrie 1848, ca teritoriile negermane să fie separate de noul imperiu german (art. 2 și 3 din viitoarea constituție a Reichului). Prezența unui număr mare de popoare negermane era văzută ca un obstacol în funcționarea unui stat-națiune (de exemplu, în parlament). Împăratul austriac ar fi putut fi, prin urmare, doar conducător al unei uniuni personale ce ar fi înglobat temporar diverse țări. Austria ar fi trebuit să ia în calcul dezintegrarea imperiului său, deoarece simpla uniune personală nu putea ține împreună teritorii atât de diferite. Populația germană ar fi avut altfel o influență mai mică în Europa Centrală.
Austria a respins agresiv planul propus de Adunarea Națională. Astfel a fost adoptată soluția mică-germană. În consecință, statul federal trebuia să fie format din teritoriul federal, mai puțin Austria. Liberalul Heinrich von Gagern, un politician proeminent al Adunării Naționale, a propus o alianță dublă: statul federal, o „alianță strânsă”, urma să fie legat de întregul teritoriu al Austriei printr-o confederație (adică printr-un „acord suplimentar”). Dezavantajul îl constituia faptul că prusacii ar fi avut un rol dominant în noul stat federal prin adoptarea acestei soluții mici-germane. În special germanii sudici, conservatori și catolici, au respins eliminarea Austriei din statul federal german.

## Istoria planurilor de constituire a Austriei Mari

### Planul Schwarzenberg, martie 1849

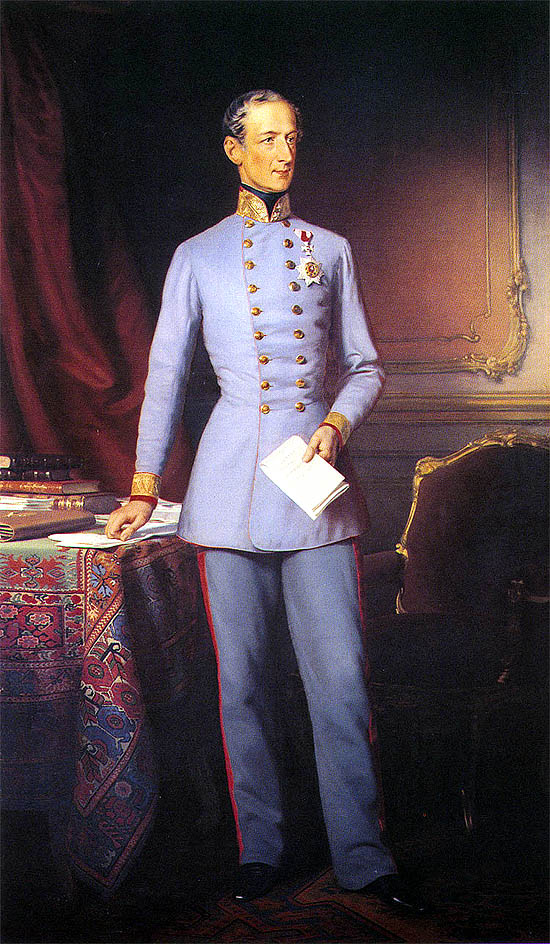
Felix zu Schwarzenberg, primul ministru austriac

Conservatoarea Austrie se întărise din nou după contrarevoluția de la Viena (octombrie 1848). Cu toate acestea, situația politică defavorabilă a durat până în vara anului 1849, când au fost înăbușite acțiunile revoluționare din Ungaria. Austria nu era pe deplin capabilă de acțiune, atunci când, în primăvara anului 1849, soluția mică-germană obținuse treptat o majoritate în Adunarea Națională. Ar fi fost deosebit de important pentru Austria să prezinte un contraplan atractiv care să câștige opinia publică din Germania.
În ședința Reichstag-ului austriac de la Kremsier (azi Kroměříž) din 27 noiembrie 1848, primul ministru austriac Schwarzenberg a refuzat categoric deciziile Adunării Naționale de la Frankfurt din 27 octombrie. Austria nu trebuia să fie dezmembrată, în schimb „relațiile reciproce” între Germania „întinerită” și „Austria întinerită” trebuiau să fie determinate mai concret. El a devenit mai precis la începutul lui martie 1849 când a făcut o ofertă pentru rezolvarea problemei germane. În același timp, Austria a primit o constituție impusă, în care se sublinia unitatea statului.
Potrivit Planului Austriei Mari sau Planului Schwarzenberg teritoriile Austriei și Prusiei care nu aparțineau încă Confederației Germane urmau să fie înglobate noului imperiu german. Astfel, întregul imperiu austriac s-ar fi aflat sub protecția Confederației și s-ar fi format astfel un stat federal central-european, care ar consolidat rolul Austriei ca mare putere. Alianța urma să aibă un consiliu executiv format din trei membri austrieci, trei membri prusaci și un membru bavarez. Delegați din parlamentele statelor membre trebuiau să fie reprezentați într-o adunare confederală. Cu populația sa de aproximativ 70 de milioane de locuitori, Confederația Germană ar fi fost, astfel, de departe, cea mai populată țară din Europa. Europa avea în anul 1850 o populație stimată de aproximativ 195 de milioane de locuitori, dintre care 39 de milioane trăiau în Rusia, 29,3 milioane în Franța și 16,6 milioane în Anglia.
Schwarzenberg a acceptat, deci, fără tragere de inimă, planul confederației germane deoarece el a respins o reprezentare populară germană, chiar și sub forma slabă a delegațiilor parlamentelor. Obiectivul său principal era cooptarea Italiei de Nord și a Ungariei în noua confederație, ceea ce ar fi consolidat influența Austriei în politica internă și externă a noului stat. Acest lucru a făcut neatractiv planul Schwarzenberg pentru că germanii din afara Austriei nu-și doreau să fie implicați în conflictele naționalităților din interiorul Austriei.
Potrivit lui Manfred Luchterhand, Austria se gândea să cumpere aderarea întregii Austrii la confederație, încercând să beneficieze de avantaje suplimentare față de cele obținute de statele germane mai mici. Un consiliu executiv ar fi cu siguranță mult mai eficient decât vechiul și marele Bundestag. Planul propus de Schwarzenberg  recunoștea că statele „pure germane” trebuiau să se unească într-o confederație de state. Dar, mai important, cadrul constituțional principsl trebuia să fie uniunea federației germane cu Austria. Dubla alianță a lui Gagern, „o uniune bipolară a Reich-ului German condus de Prusia cu Austria nu era totuși acceptabilă”.

### Politica de unire a Austriei și Prusiei, din mai 1849

Planul de unificare germană cu soluția Austriei Mari. Suprafețele colorate aparțin unui stat, iar conturul unei confederații.

Planul Schwarzenberg a contribuit la marginalizarea adepților soluției mari-germane în Adunarea Națională. La 28 martie 1849 membrii Adunării Naționale au votat Constituția Imperiului German. but the separation clauses 2 and 3 made this impossible for the Austrian leadership. Constituția prevedea teoretic aderarea Austriei, dar prezența paragrafelor 2 și 3 făceau imposibil acest lucru din perspectiva conducerii Imperiului Austriac. O zi mai târziu, Adunarea Națională l-a ales pe regele Prusiei ca împărat al Germaniei.
A fost un noroc pentru Austria că regele Frederic Wilhelm al IV-lea al Prusiei a respins constituția și coroana imperială în aprilie 1849. Cu toate acestea, Schwarzenberg îi cunoștea prea bine pe conservatorii de la conducerea Prusiei. El credea că prusacii vor accepta ideile mișcării naționale doar din motive tactice. În fapt, cu toate acestea, un stat federal era un proiect politic destul de interesant pentru Prusia: el ar fi extins puterea Prusiei în mica zonă germană, în loc să se lupte cu Austria împotriva Revoluției și a statului național. Pentru că cooperarea cu Austria ar fi însemnat că Prusia trebuia să-și subordoneze Austria. Împotriva acestui joc al Prusiei cu mișcarea națională Schwarzenberg nu putea face nimic la început.
În mai 1849 Prusia a încheiat o triplă alianță cu Hanovra și Saxonia, punând bazele așa-numitei Uniuni de la Erfurt: aceasta era varianta prusacă a dublei alianțe preconizate de Gagern a unei confederații mic-germane și a unei confederații mic-germano-austriece. Constituția Uniunii de la Erfurt era mai conservatoare decât constituția liberală a Adunării Naționale de la Frankfurt, iar interesele unor state medii ca Hanovra și Saxonia urmau să fie luate mai bine în considerație. Prusia voia să coopereze cu susținătorii ideii naționale și cu liberalii (de dreapta).
Potrivit lui Schwarzenberg, Austria ar fi devenit un partener secundar al Prusiei Mari într-o astfel de confederație dublă. Hanovra și Saxonia s-au retras de facto, în toamna anului 1849, din proiectul uniunii germane, dar Prusia a vrut să-și continue proiectul cu statele mici din regiunea centrală și de nord a Germaniei. Urmând o politică de îngrădire, Schwarzenberg i-a propus Bavariei o soluție tactică terță, adică a unei confederații cu trei parteneri: Germania de Nord, Austria și blocul germanic sudic. Astfel ar fi trebuit stabilite limitele politice ale uniunii germane. Totuși, atunci când Bavaria a vrut să facă propuneri constituționale mai concrete, a constatat că Austria nu numai că voia să împiedice formarea Uniunii, dar continua să blocheze ideea unei reprezentări populare generale în Germania. O altă idee a Austriei în cursul anului 1849 prevedea formarea unei triple alianțe: Austria, Prusia extinsă cu micile state germane din nord și grupul celorlalte state (precum Hanovra și Bavaria).

### Planul Bruck, august 1849

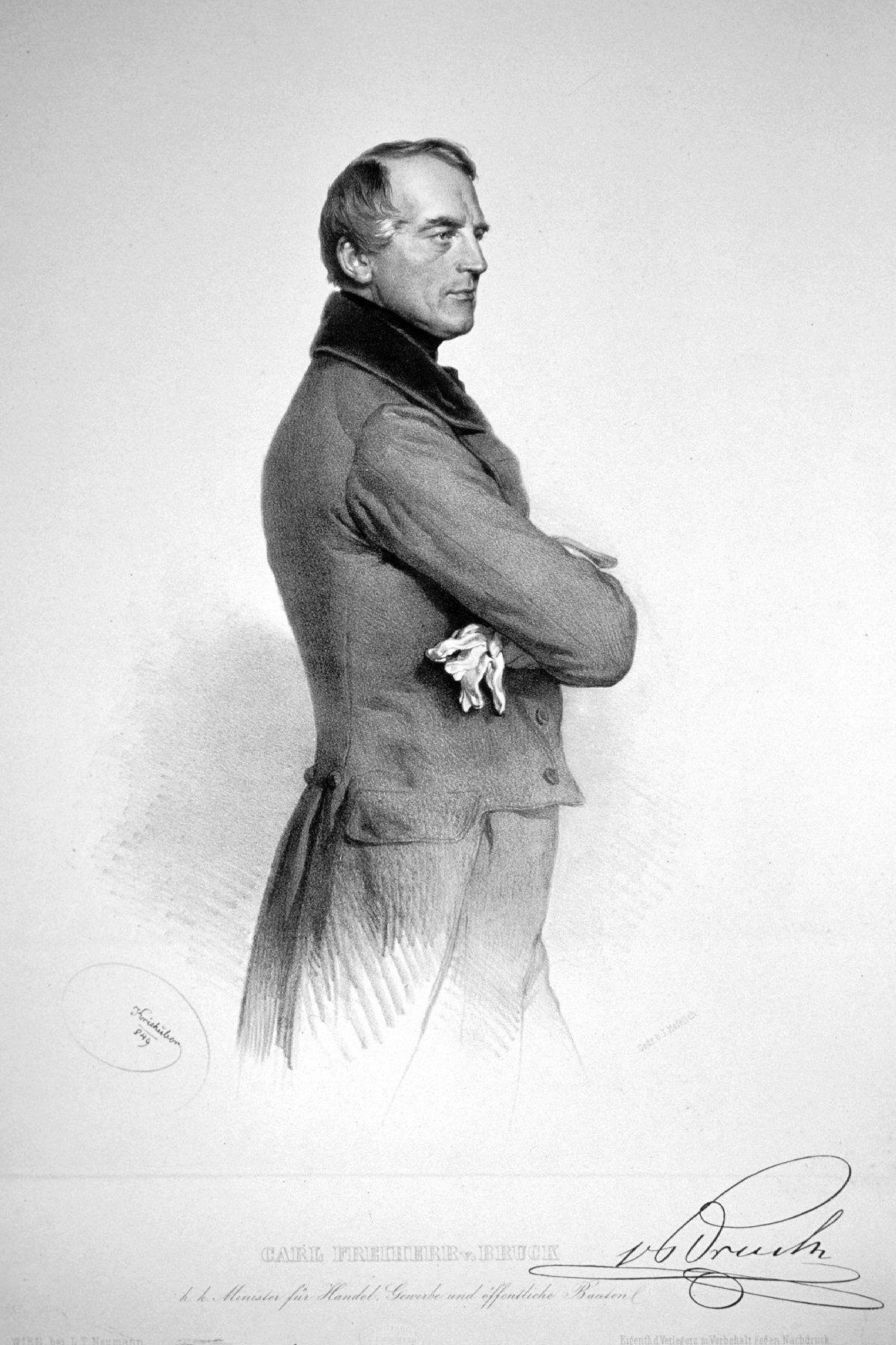
Josef Kriehuber: Karl Ludwig Freiherr von Bruck, litografie din 1849

La 26 octombrie 1849, ministrul austriac al comerțului, Karl Ludwig von Bruck, a completat Planul Schwarzenberg cu o uniune comercială austro-germană. În tradiția ideilor lui Friedrich List, Bruck a imaginat o zonă economică vastă a Europei Centrale sub dominație germană. Barierele vamale contribuiau la constituirea unui spațiu de comerț liber în interiorul uniunii, dar protecționist față de produsele provenite din exterior. Acest lucru trebuia să facă politica externă austriacă mai atractivă pentru mișcarea națională germană, fiind direcționată împotriva Marii Britanii.
Planul Bruck a fost publicat în oficiosul Wiener Zeitung și conținea „fantezii imperiale viitoare” ale unei „puteri mondiale" (Manfred Luchterhand). Tonul naționalist progerman se adresa mișcării naționale și a fost foarte popular mai ales în sudul Germaniei, unde populația conta pe o protecție tarifară. Părea acum că nu numai Prusia, ci și Austria, nu se mai comportau ca puteri conservatoare care să lupte împotriva Revoluției. Cu toate acestea, trebuia încă să fie formată o confederație și nu un stat sau stat-națiune. Prin urmare, numirea acestui plan ca „Imperiul de șaptezeci de milioane de locuitori” era greșită. Majoritatea observatorilor au crezut că acest plan era un pas înapoi.

### Alianța celor patru regi, februarie 1850
La 27 februarie 1850 regatele Bavaria, Württemberg, Hanovra și Saxonia au încheiat la München Alianța celor patru regi. Inițiatorul real al alianței a fost Imperiul Austriac, care inițial nu s-a alăturat alianței. Acest plan constituțional corespundea în mare parte cu planurile lui Schwarzenberg și Bruck pentru formarea unei Austrii Mari cu 70 de milioane de locuitori, care să funcționeze ca o uniune vamală și comercială. Germania și Austria urmau să devină o uniune cu un directorat. Cele mai mari șapte state germane erau reprezentate în directorat și trebuia să fie instituit un parlament național format din 300 de membri: 100 de membri din Austria, 100 din Prusia și 100 din celelalte state. Parlamentul urma să fie ales în mod indirect (de către parlamentele statelor componente), o dată la trei ani. Aceasta a fost o concesie greu de acceptat pentru Schwarzenberg.
Membrii conservatori ai guvernului Prusiei ca Otto Theodor von Manteuffel erau pregătiți să accepte acest plan. Schwarzenberg acceptase o anumită extindere a puterii prusace în nordul Germaniei. Național-conservatorul Joseph von Radowitz, consilier al regelui prusac și autor al politicii unionale germane, era sincer interesat de realizarea unității germane. Chiar și în fața unui conflict militar cu Austria, el nu a renunțat la acest proiect.
Curând însă, Austria și cele patru regate s-au distanțat de planul Alianței celor patru regi. Schwarzenberg l-a numit în mod confidențial un proiect bavarez prost; ministrul Regatului Hanovra Johann Carl Bertram Stüve a prezentat opinia regatului că reprezentarea națională propusă era lipsită de un conținut substanțial. El a fost primul care a recomandat întoarcerea la vechea Confederație Germană. În cele din urmă, statele medii nu voiau să fie instrumente aflate la dispoziția Austriei sau a Prusiei.

### Programul celor șase puncte, vara anului 1850,
Proiectul unional prusac putea conduce la fondarea  confederației în luna mai a anului 1850, după ce Parlamentul Uniunii de la Erfurt a adoptat proiectul de constituție. Interesul regelui prusac se diminuase, cu toate acestea, pentru că constituția Uniunii era încă prea liberală pentru el. Adoptarea constituției a fost amânată în vara anului 1850 după ce numai doisprezece dintre cele 26 de state confederate au dorit ca statul federal să fie înființat imediat.
De asemenea, în vara anului 1850, Schwarzenberg i-a făcut o propunere în șase puncte ambasadorului prusac de la Viena. În această versiune a confederației duble, el a susținut ca Austria și Prusia să exercite o putere centrală dominantă în Germania, fără consultarea celorlalte state. Acest acord lăsa fără reprezentare populară teritoriile negermane ale Austriei. Era instituită o uniune vamală între Austria și Reichul German. Prusia putea chiar să formeze o alianță mai strânsă cu statele confederației, care nu ar fi avut însă putere de decizie în Imperiul German.
Pe 8 iulie Schwarzenberg a susținut că Confederația Germană nu ar trebui să aibă un parlament ales prin vot direct, ci numai un comitet de membri proveniți din Landtagurile statelor componente. Conederația Germană nu trebuia să aibă mai mulți membri decât Uniunea de la Erfurt, iar Prusia trebuia să admită că constituția Uniunii de la Erfurt era inaplicabilă. Discutat în cadrul guvernului prusac, punctul de vedere austriac a fost refuzat de Manteuffel, iar Radowitz și ceilalți miniștri l-au respins și ei. În ciuda expansiunii curente a puterii politice a Prusiei, s-a renunțat momentan la formarea unui stat național german. Proiectul a fost abandonat pe 17 iulie 1850.

## Restabilirea vechii Confederații Germane

Criza germană din toamna anului 1850, cu statele Uniunii din Erfurt în galben. În mod sunt acele state care erau încă reprezentate în Bundestag.

Conflictul dintre Austria și Prusia s-a acutizat în toamna anului 1850. Sub presiunea Rusiei, Prusia a trebuit să renunțe la politica unionistă, ceea ce s-a statuat prin Acordul de la Olmütz, semnat cu Austria în 29 noiembrie 1850. Prusia a negociat la Olomouc, printre altele, organizarea unei conferințe ministeriale a statelor germane la Dresda. Acolo, Austria s-a zbătut să se alăture unei uniuni a statelor germane, în timp ce Prusia spera să realizeze o alianță mai strânsă a statelor din nordul Germaniei. În cele din urmă, cele două mari puteri nu s-au înțeles cu privire la conducătorul Confederației: Prusia a cerut fără succes să prezideze Confederația alături de Austria.
Astfel, în vara anului 1851, vechea Confederație Germană a fost restabilită fără schimbări semnificative. Marile puteri conservatoare au colaborat împreună împotriva liberalilor și a mișcării naționale prin Decizia din 23 august 1851. Rivalitatea persistentă s-a inflamat tot mai mult în anii 1850. În anii 1860, Austria, Prusia și restul statelor germane s-au confruntat cu dezacorduri similare referitoare la unitatea germană.
După războiul între Prusia și majoritatea celorlalte state germane Confederația Germană a fost desființată în 1866. În următorii ani a fost înființat Imperiul German sub conducerea Prusiei, care a încheiat în 1879 o dublă alianță cu Austria. Această alianță militară corespundea cel mai mult planului Austriei Mari propus de Schwarzenberg, dar și planului dublei alianțe a lui Gagern.